# Kenji Imai
Kenji Imai (今井兼次?, Imai Kenji; Tokyo, 11 gennaio 1895 – Tokyo, 20 maggio 1987) è stato un architetto e docente giapponese.

## Biografia
Kenji Imai si laureò in architettura all'Università di Waseda. A seguire compì un viaggio attraverso l'URSS, la Scandinavia, l'Italia e la Spagna nel 1926. Conobbe Walter Gropius, Le Corbusier, Ernst May e altri, che influenzarono il suo modo di pensare e il suo stile architettonico. Come Togo Murano e Takamasa Yoshizaka  seguì uno stile che può essere classificato come espressionista. Rimase talmente stupito dalle opere di Antoni Gaudí, da diventarne uno dei suoi più importanti promotori, in Giappone e altrove. Oltre agli studi sull'architetto catalano si dedicò ed introdusse anche i lavori del mistico austriaco Rudolf Steiner nel suo paese. Alla morte di sua moglie Maria Shimko nel 1948, decise di convertirsi al cattolicesimo.

## Opere
- Biblioteca dell'Università di Waseda (1925);
- Museo e Monumento dei 26 martiri (1962);
- Palazzo Imperiale di Tokado (1966);

## Galleria d'immagini

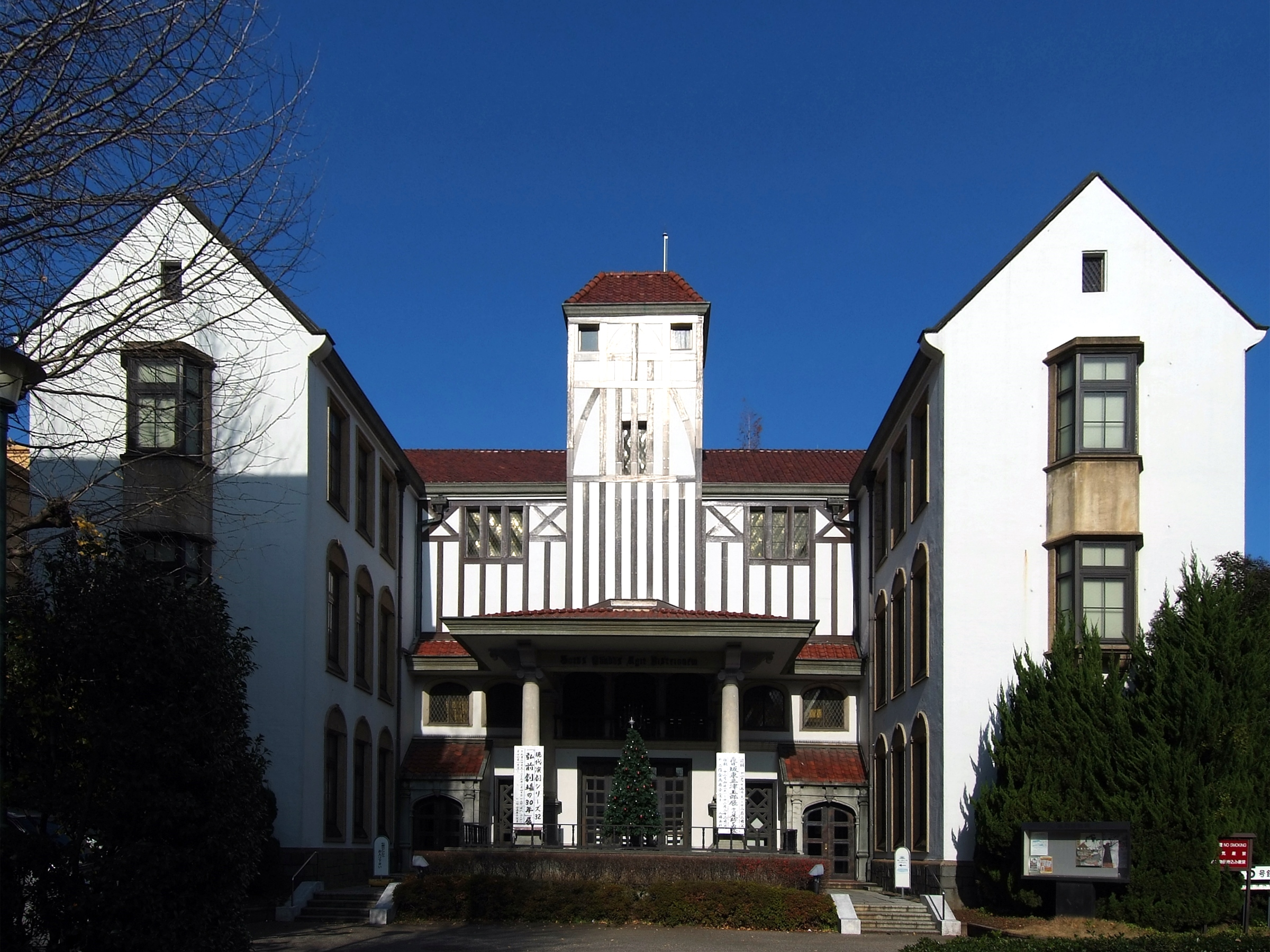
Memoriale di Tsubochi
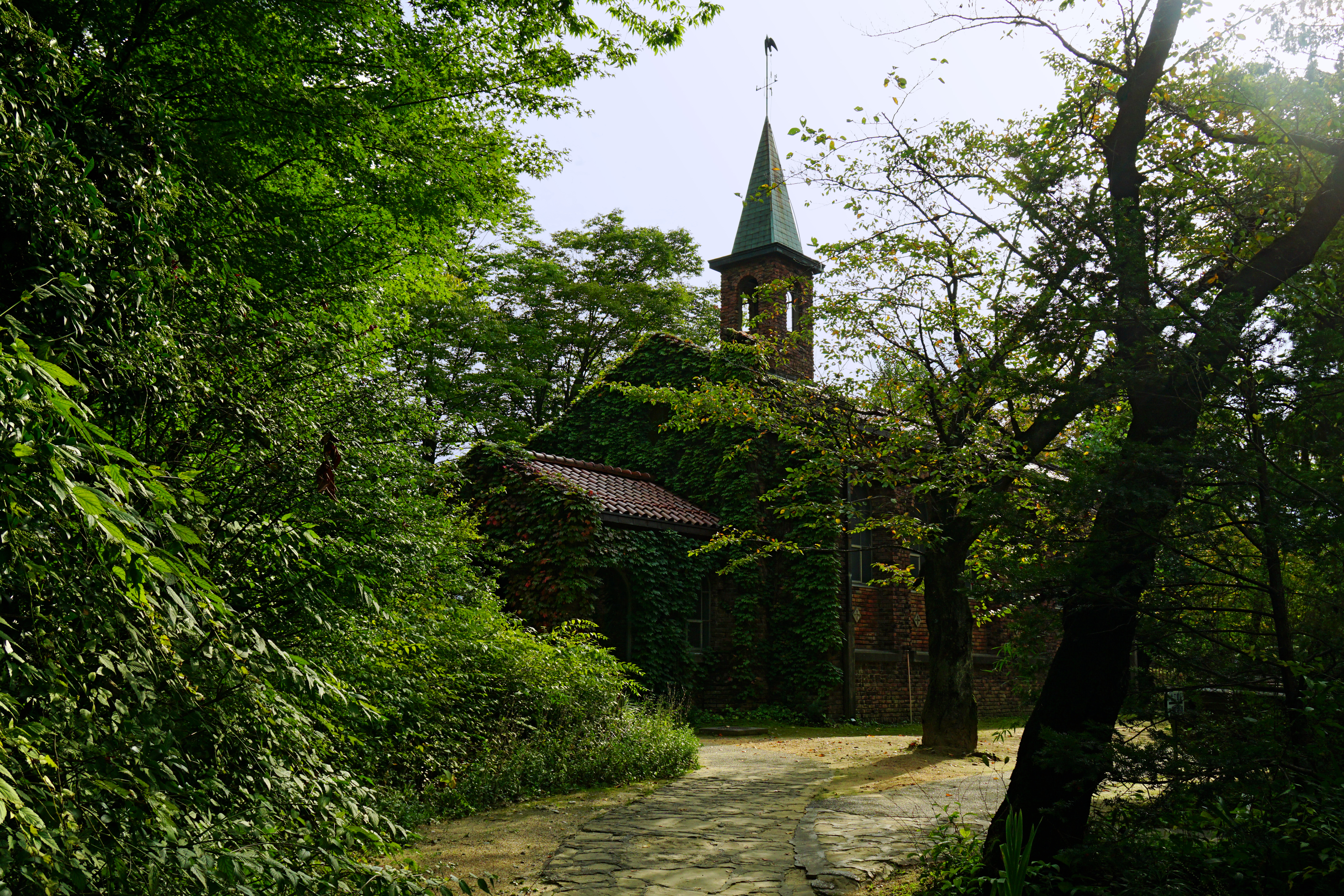
Museo d'arte di Rokuzan
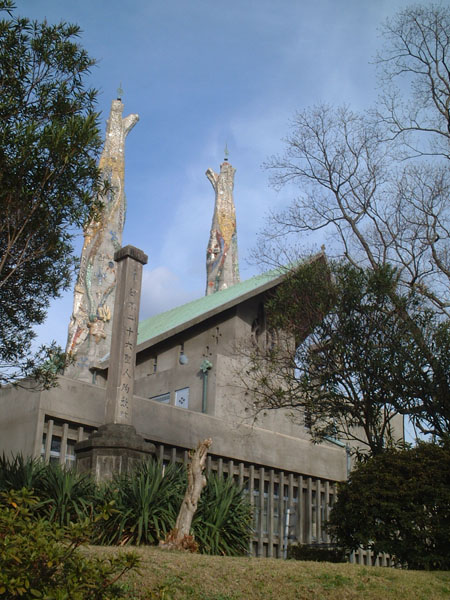
Museo e Monumento dei 26 martiri